# Quatro (álbum)
Quatro es el segundo álbum de estudio de la cantante estadounidense Suzi Quatro publicado en octubre de 1974 por Rak Records, con la excepción de Estados Unidos y Canadá (donde el álbum fue publicado por Bell Records), Japón (EMI Records) y varios territorios europeos (Columbia Records).
La canción "The Wild One" estuvo presente en la película de 2010 de Floria Sigismondi, The Runaways, una película biográfica acerca de Cherie Currie (interpretada por Dakota Fanning) y la banda de chicas, the Runaways. Suzi Quatro fue una influencia mayor, tanto musicalmente como personalmente para The Runaways y en especial para Joan Jett, así que la película hace muchas referencias hacia ella.

## Lista de canciones
| Lado uno |                   |                           |          |  |
| N.º      | Título            | Escritor(es)              | Duración |  |
| 1.       | «The Wild One»    | Mike Chapman, Nicky Chinn | 3:46     |  |
| 2.       | «Keep A-Knockin'» | Little Richard            | 3:14     |  |
| 3.       | «Too Big»         | Chapman, Chinn            | 3:19     |  |
| 4.       | «Klondyke Kate»   | Suzi Quatro, Len Tuckey   | 3:29     |  |
| 5.       | «Savage Silk»     | Chapman, Chinn            | 3:36     |  |
| 6.       | «Move It»         | Ian Samwell               | 3:37     |  |

| Lado dos |                              |                            |          |  |
| N.º      | Título                       | Escritor(es)               | Duración |  |
| 1.       | «Hit the Road Jack»          | Percy Mayfield             | 3:57     |  |
| 2.       | «Trouble»                    | Jerry Leiber, Mike Stoller | 3:45     |  |
| 3.       | «Cat Size»                   | Quatro, Tuckey             | 4:37     |  |
| 4.       | «A Shot of Rhythm and Blues» | Terry Thompson             | 4:53     |  |
| 5.       | «Friday»                     | Quatro, Tuckey             | 3:51     |  |

## Créditos
Créditos adaptados desde las notas del álbum.
- Suzi Quatro – voz principal, bajo eléctrico
- Len Tuckey – guitarra eléctrica, coros
- Alastair McKenzie – teclado, coros
- Dave Neal – batería, coros

## Posicionamiento
| Gráficas (1974–75)                | Pico de posición |
| --------------------------------- | ---------------- |
| Australia (Kent Music Report)     | 1                |
| Noruega (Norwegian Albums Chart)  | 5                |
| Estados Unidos (Billboard 200)    | 126              |
| Nueva Zelanda (Recorded Music NZ) | 16               |